# Coonoora
Coonoora is een geslacht van hooiwagens uit de familie Sclerosomatidae.
De wetenschappelijke naam Coonoora is voor het eerst geldig gepubliceerd door Roewer in 1929. 

## Soorten
Coonoora is monotypisch en omvat slechts de volgende soort:
- Coonoora biceratops